# إيسامو كاسويا
إيسامو كاسويا هو متسابق دراجات نارية ياباني. نافس في سباقات بطولة العالم لفئة 350 سي سي ولفئة 250 سي سي ولفئة 125 سي سي ولفئة 50 سي سي. كما شارك في كأس جزيرة مان السياحية. بدأ المنافسة في بطولة العالم سنة 1963. أفضل موسم له كان موسم سنة 1964 عندما جاء في المركز السابع في بطولة العالم لفئة 250 سي سي.